# پراش (صوت‌شناسی)
پراش، در علم صوت‌شناسی (آکوستیک)، به پدیده‌ای گفته می‌شود که هنگام عبور امواج از منافذ یا هنگام برخورد آنها با موانع ایجاد می‌شود. پراش هنگامی به وجود می‌اید که طول موج برابر یا بزرگ‌تر از ابعاد مانع مورد نظر باشد.
تصویر متحرک موجود در پیوند زیر (متعلق به موسسهٔ تحقیقاتی صوت و ارتعاش دانشگاه ساوث‌همپتن) نشان دهندهٔ یک دیوار عمودی است که در قسمت بالا سمت چپ آن یک هواپیما در حال پرواز است و در قسمت پایین سمت چپ آن ساختمان‌های مسکونی واقع شده‌اند. در واقع، محدودهٔ سمت راست این دیوار عمودی، منطقهٔ سایه نامیده می‌شود که در روش‌های کنترل نوفه، از اهمیت ویژه‌ای برخوردار است. 